# De nozempjes
De nozempjes is de enige bekende single van de Bredase muziekgroep The Headlines. De groep verdween als snel in de anonimiteit. De single is voor de Nederlandse muziekwereld van belang. Het was de eerste single waarop de stemmen van Pierre Kartner (ver voordat hij Vader Abraham werd) en Dimitri van Toren te horen zijn. Derde lid was Jaap Goedèl, die later een bescheiden succesje had met Vrijdag de 13e.
Muziekproducent was de toen als accordeonist bekendstaande Addy Kleijngeld, die samen met Tonny Eyk had gemusiceerd. Niet veel later was hij de ontdekker/manager van Heintje.